# Мркови
Мркови је насељено мјесто у граду Горажду, Босна и Херцеговина.

## Становништво
|         | 2013.       | 1991.        | 1981.        | 1971.        |
| Укупно  | 17 (100,0%) | 25 (100,0%)  | 23 (100,0%)  | 63 (100,0%)  |
| Бошњаци | 17 (100,0%) | 25 (100,0%)1 | 23 (100,0%)1 | 63 (100,0%)1 |

1. 1 На пописима од 1971. до 1991. Бошњаци су пописивани углавном као Муслимани.